# Сад Фин

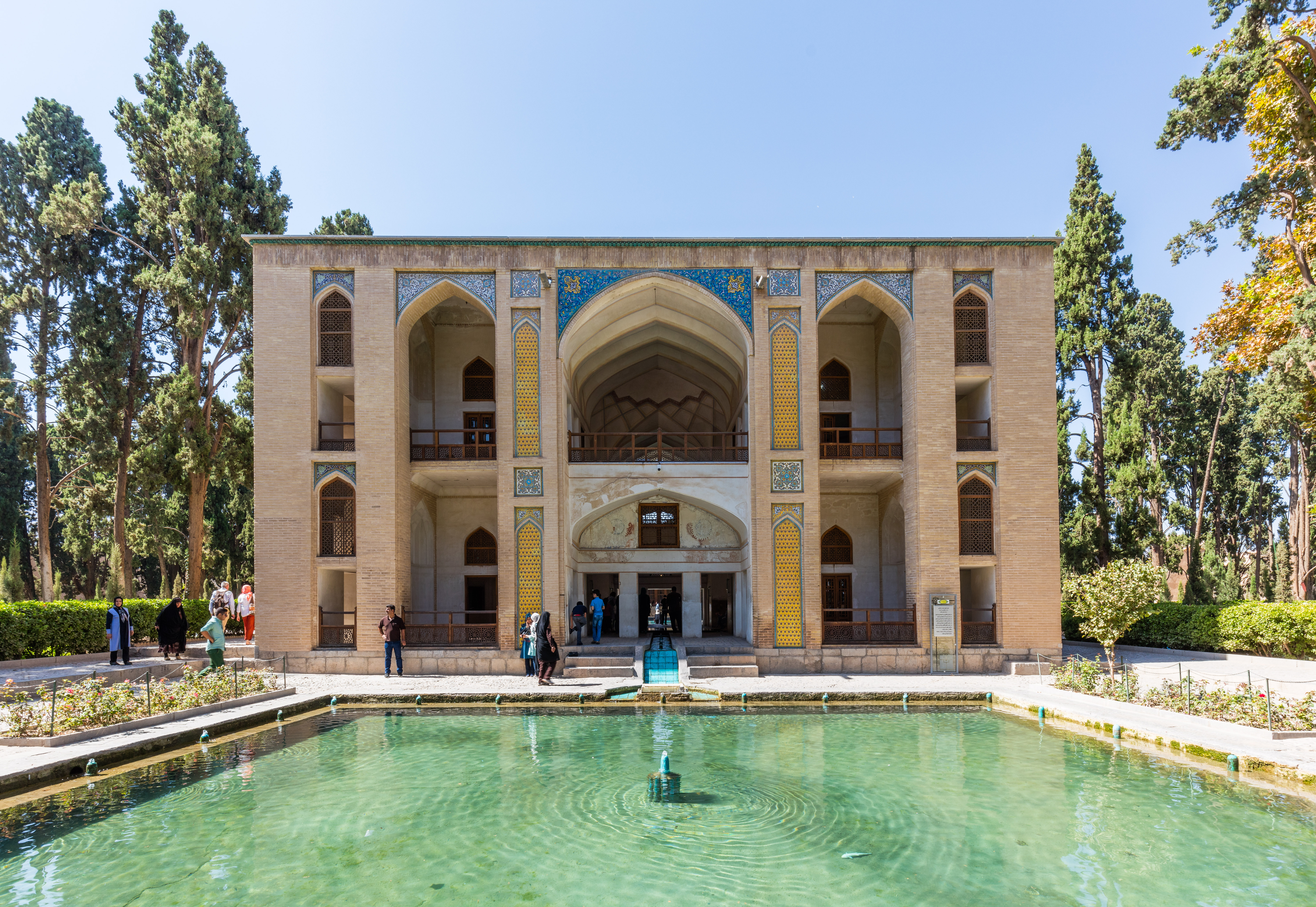

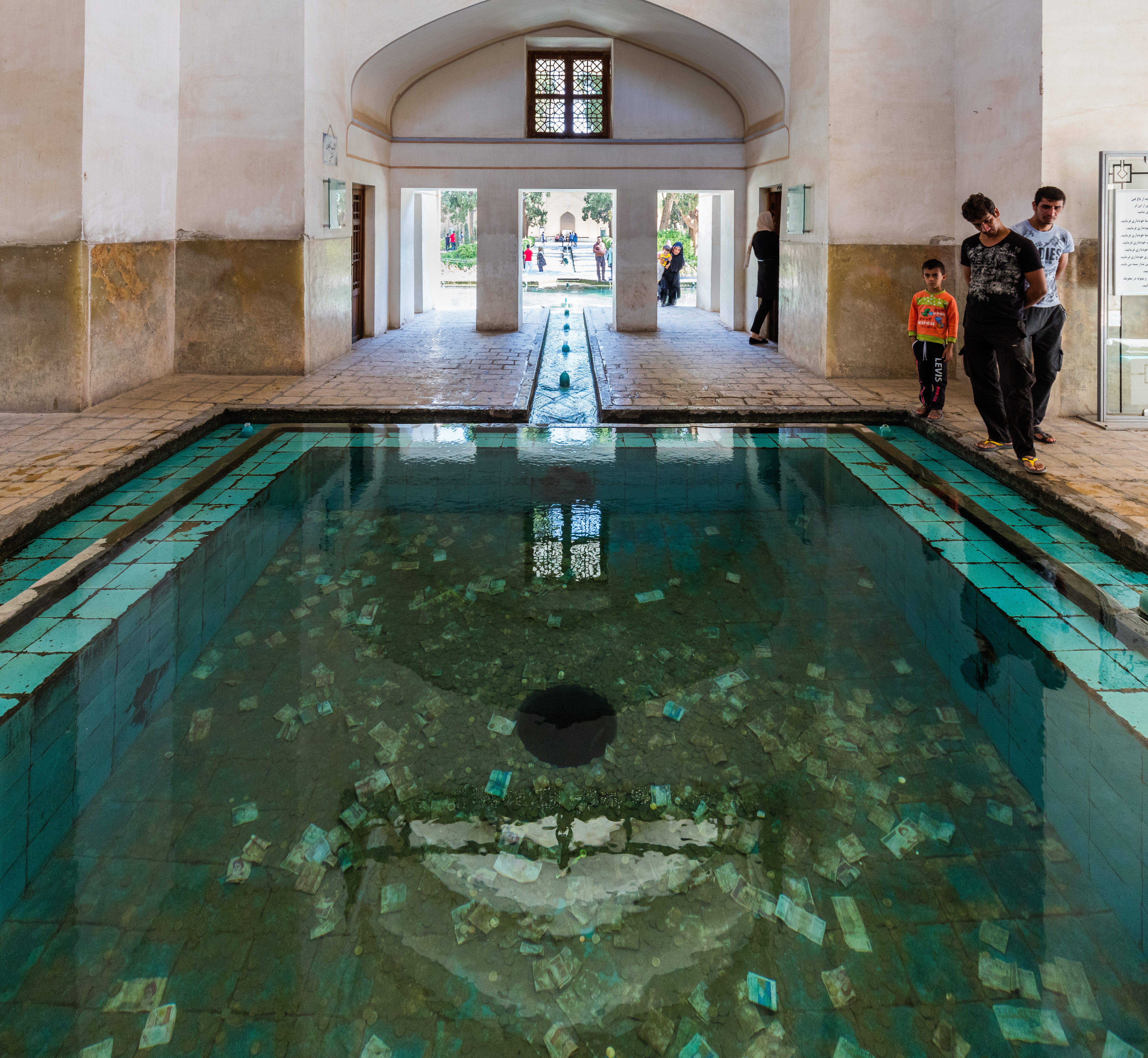
Кушак расположен в центральной части сада.

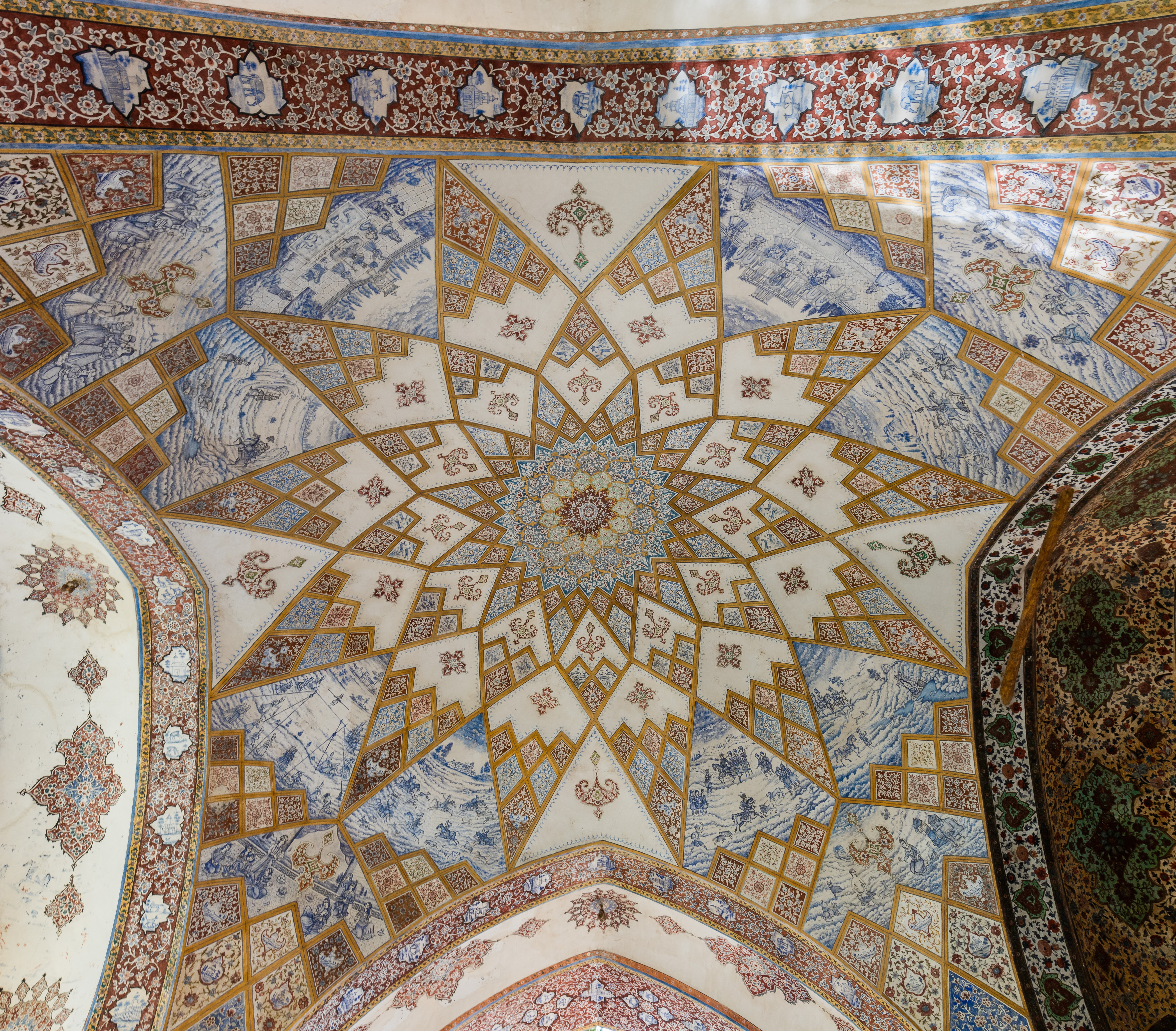
Деталь потолка Кушак.

Сад Фин (перс. باغ فین‎, Bag-e Fin) — название старинного сада, находящегося в 9 км от центра иранского города Кашан, в конце улицы Амир-Кабир. По сравнению с другими многочисленными иранскими садами Сад Фин орошается очень большим количеством воды. Площадь сада составляет 23 тысячи квадратных метров.
В истории Ирана сад известен тем, что в бане Фин, находящейся на его территории, в 1852 году по приказу Насер ад-Дин Шаха был убит его визирь Амир-Кабир.
Сад Фин 7 декабря 1935 года под номером 238 был внесен в Список национальных памятников Ирана. А в 2012 году — в Список мирового культурного наследия ЮНЕСКО.

## История

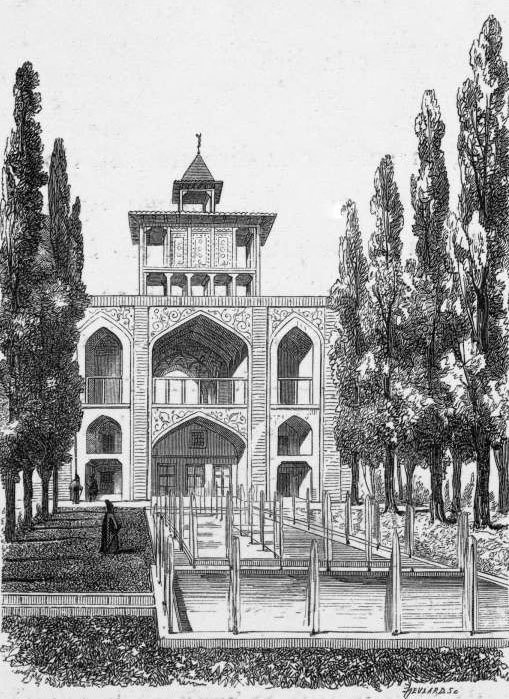
Рисунок Паскаля Коста

По некоторым данным сад появился ещё в период существования Ирана в составе государства Ильханов (Хулагуидов) (1256—1343 годы) на месте подземного источника Фин. Согласно историческим источникам, в 1573 году серьёзный ущерб саду нанесло сильное землетрясение. А в период правления династии Сефевидов (XVI—XVIII века) началось строительство основных зданий и памятников на территории Сада Фин. Проект строительства сада разработал выдающийся математик и астроном того времени Гияс Алдин Джамшид Кашани. И в 1591 году по этому проекту были построены первые здания в саду. План сада также изучал и великий иранский ученый Шейх Бахаи.
Строительство и благоустройство сада велось и дальше и достигло своего пика в правление Шаха Аббаса II (1633—1666 годы). В этот период были построены здания центрального входа, дворец Сефевидов и одно из зданий бани. Известно, что Шах Солейман Сефи из династии Сефевидов изменил название источника Фин, протекающего в этом месте на источник Солеймание.
С конца правления династии Сефевидов до периода правления династии Зендов саду не уделялось внимание. И во время правления Керим-хана Зенда (1705—1779 годы), в которое произошли несколько землетрясений подряд, сад и его здания подверглись реконструкции и было построено новое здание.
Во время правления Фатх Али Шаха (1772—1834 годы) из династии Каджаров была добавлена большая часть новых построек. Но после смерти Фатх Али Шаха работа по благоустройству сада была остановлена и без необходимого ухода и наблюдения сад пришел в упадок. Некоторые деревья и растения в нём погибли.
В период правления династии Пехлеви были построены здание Национального кашанского музея и библиотеки. А также с 1956 года была произведена реконструкция других зданий.

## Архитектура сада
Сад Фин является наглядным примером старинных иранских садов. Элементами архитектурного ансамбля сада являются также вода и деревья, которые дополняют постройки. Несмотря на старинность, он представляет собой хорошо разработанный культурный ландшафт, состоящий из следующих элементов:

### Вода
В планировке сада вода является ключевым элементом. Она наполняет бассейны (Бассейн перед дворцом Сефевидов и др.), течёт в ручьях, струится в фонтанах.

### Деревья
В саду растут 579 кипарисов и 11 платанов. Возраст деревьев — от 100 до 470 лет. К сожалению, за последние 15 лет и особенно после засухи 2007 года многие деревья заболели и погибли.

### Здания
В первоначальном плане строительства сада особенно важное внимание уделялось симметрии. Но со временем после правления династии Сефевидов в строительстве происходит отклонение от осей симметрии.
В центре сада расположен дворец Сефевидов. Малое здание бани и другие постройки, принадлежащие также времени правления династии Сефевидов, расположены по тому же принципу. А дворец Каджаров с красивыми картинами на потолке и стенах расположен уже за пределами оси симметрии.

## Досуг
В настоящее время многие постройки сада используются в качестве ресторанов (чайхана). Национальный музей Кашана, располагающийся в этом саду, с 2006 по 2010 годы был закрыт и вновь заработал в 2010 году. В настоящее время посетители могут пройти во все части сада.

## Галерея

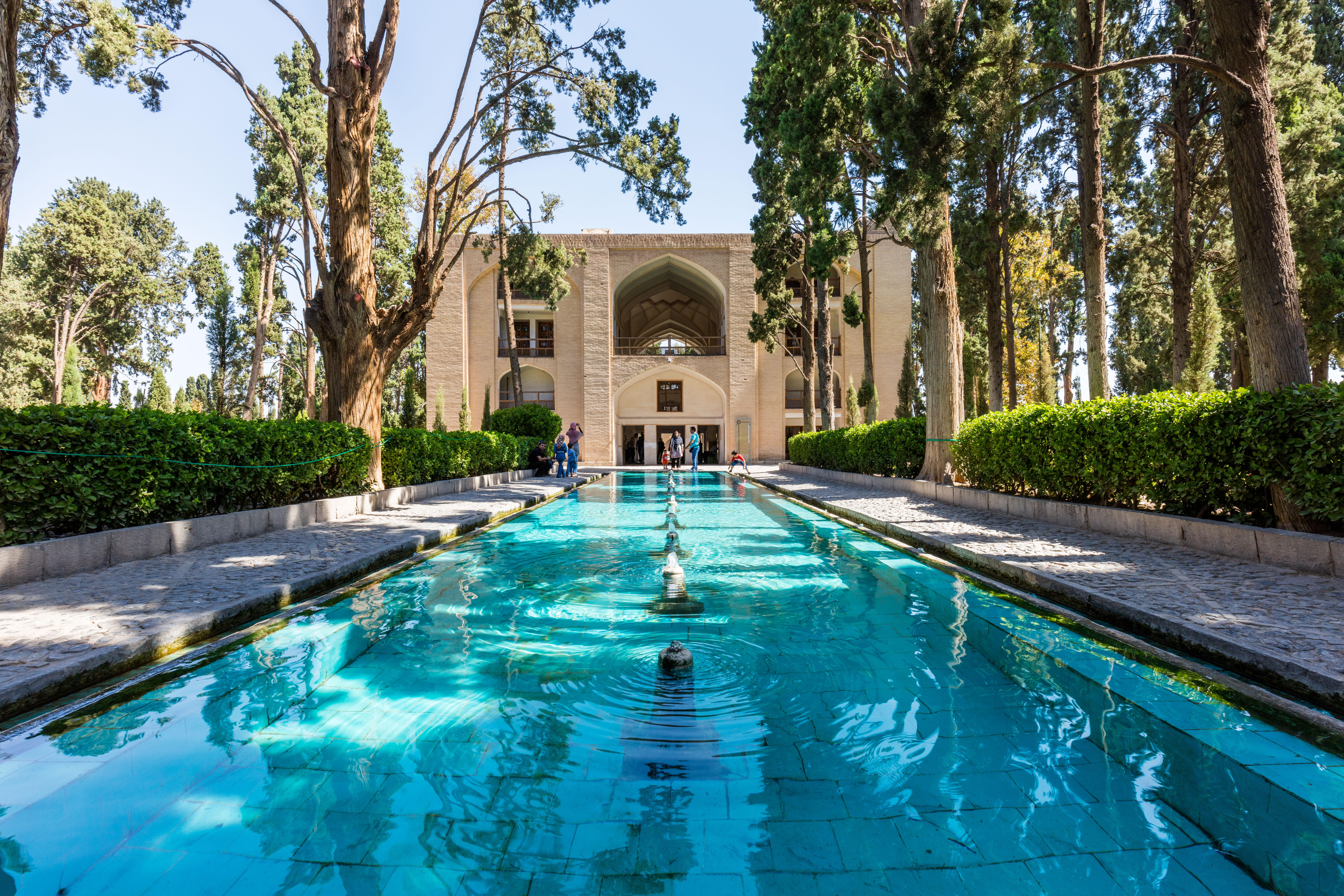
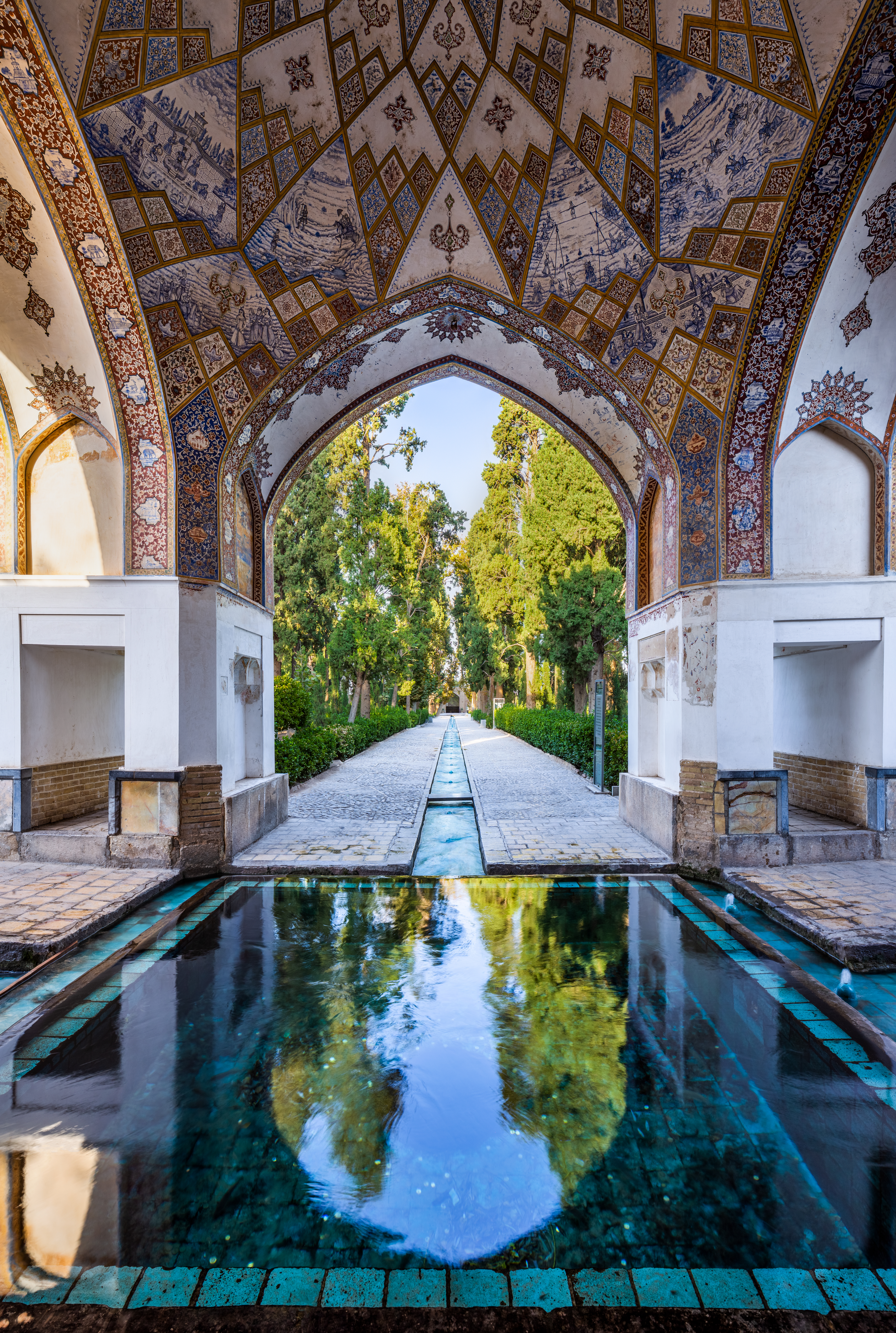
Кушак, часть сада Баг-е Фин в Кашане
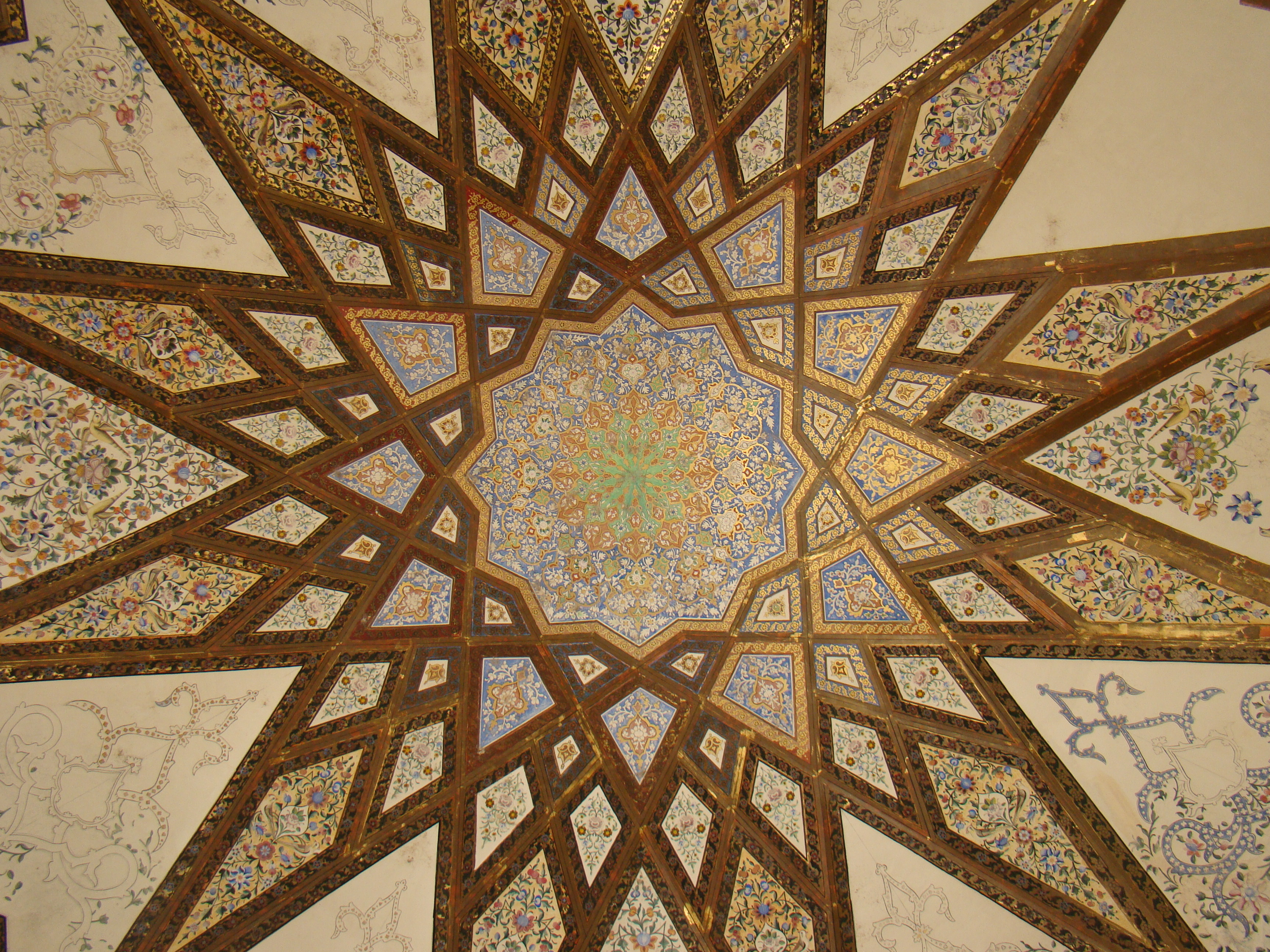
Сад Фин
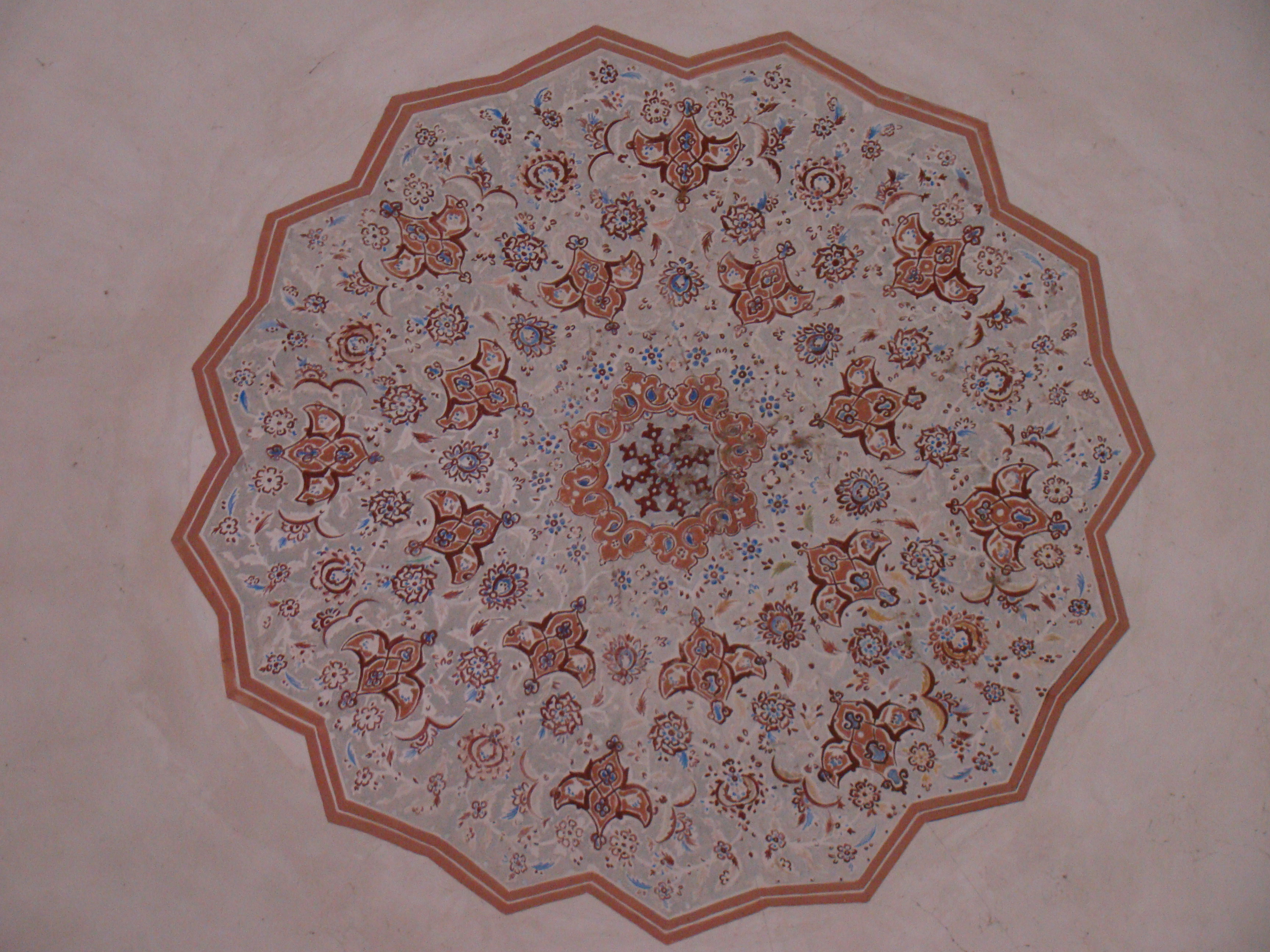
Сад Фин
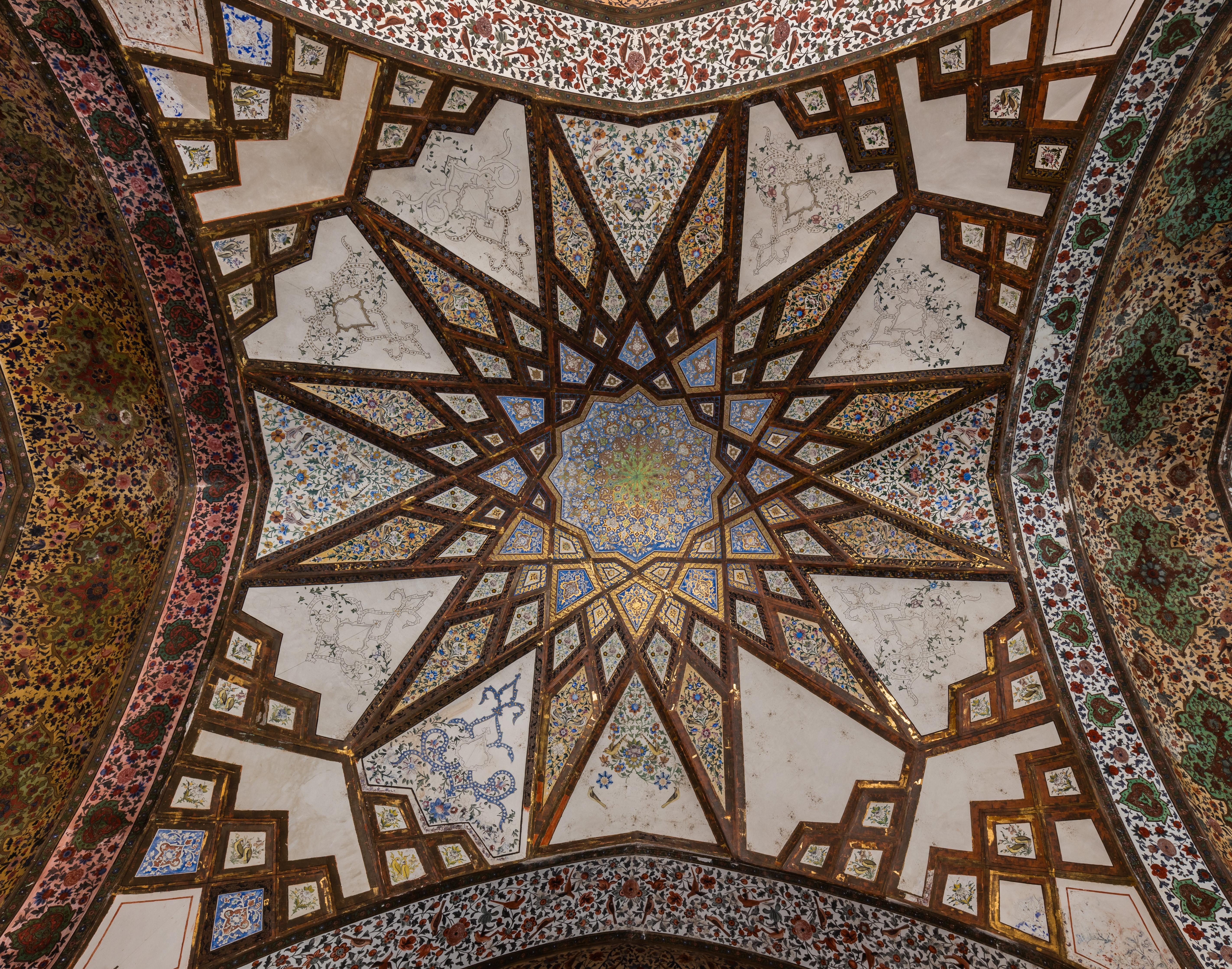
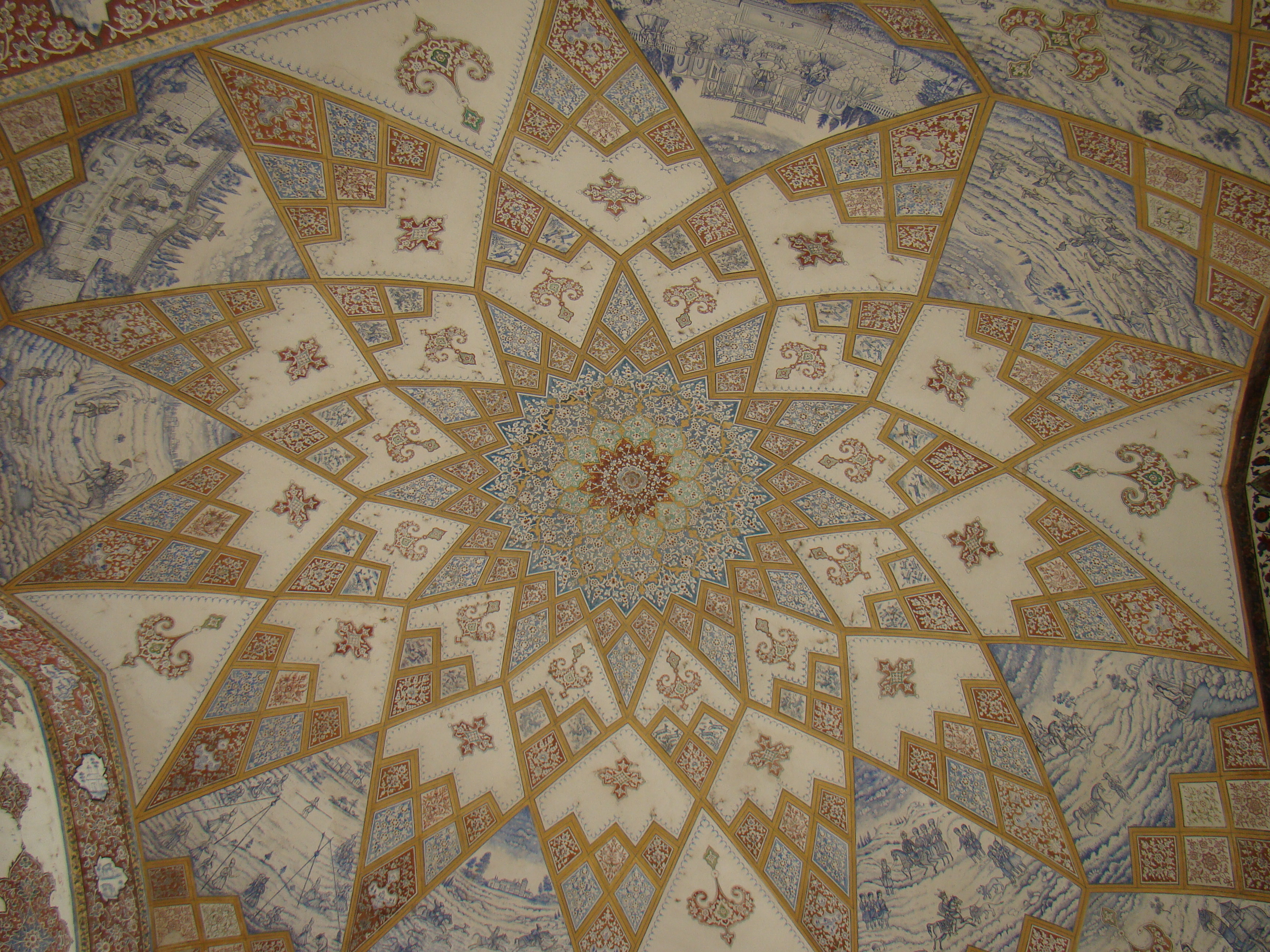
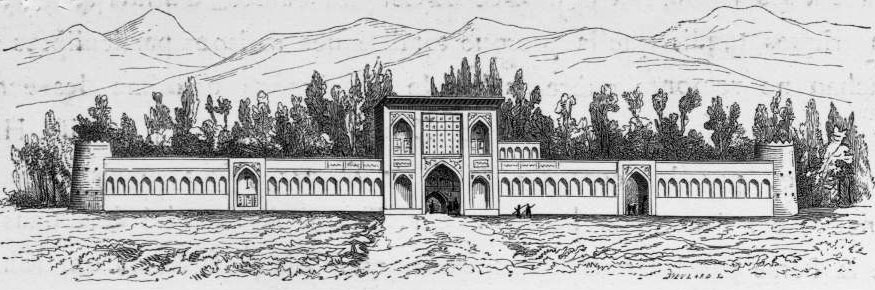
Киоск. Рисунок Паскаля Коста
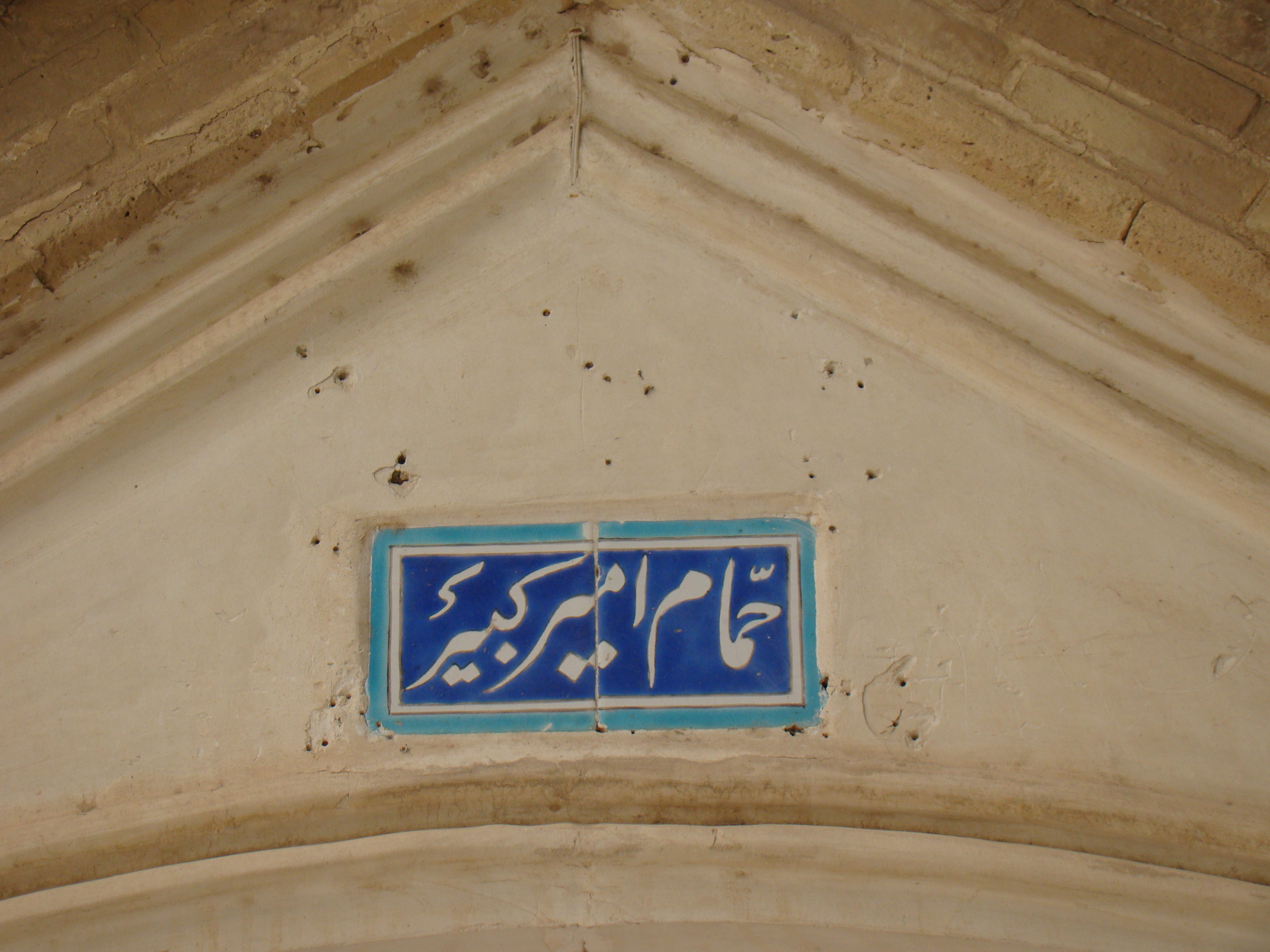
Сад Фин
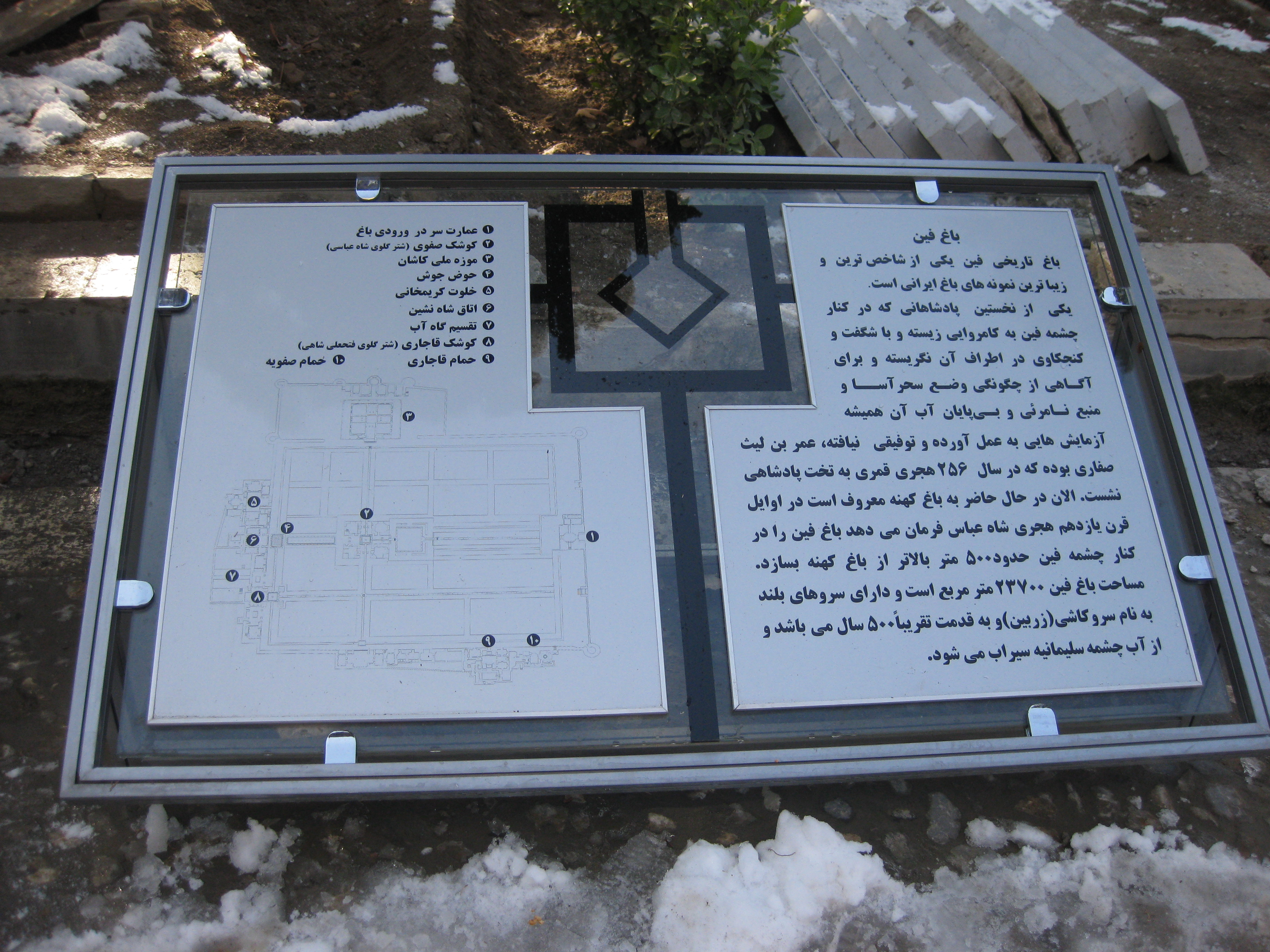
Надпись на персидском языке
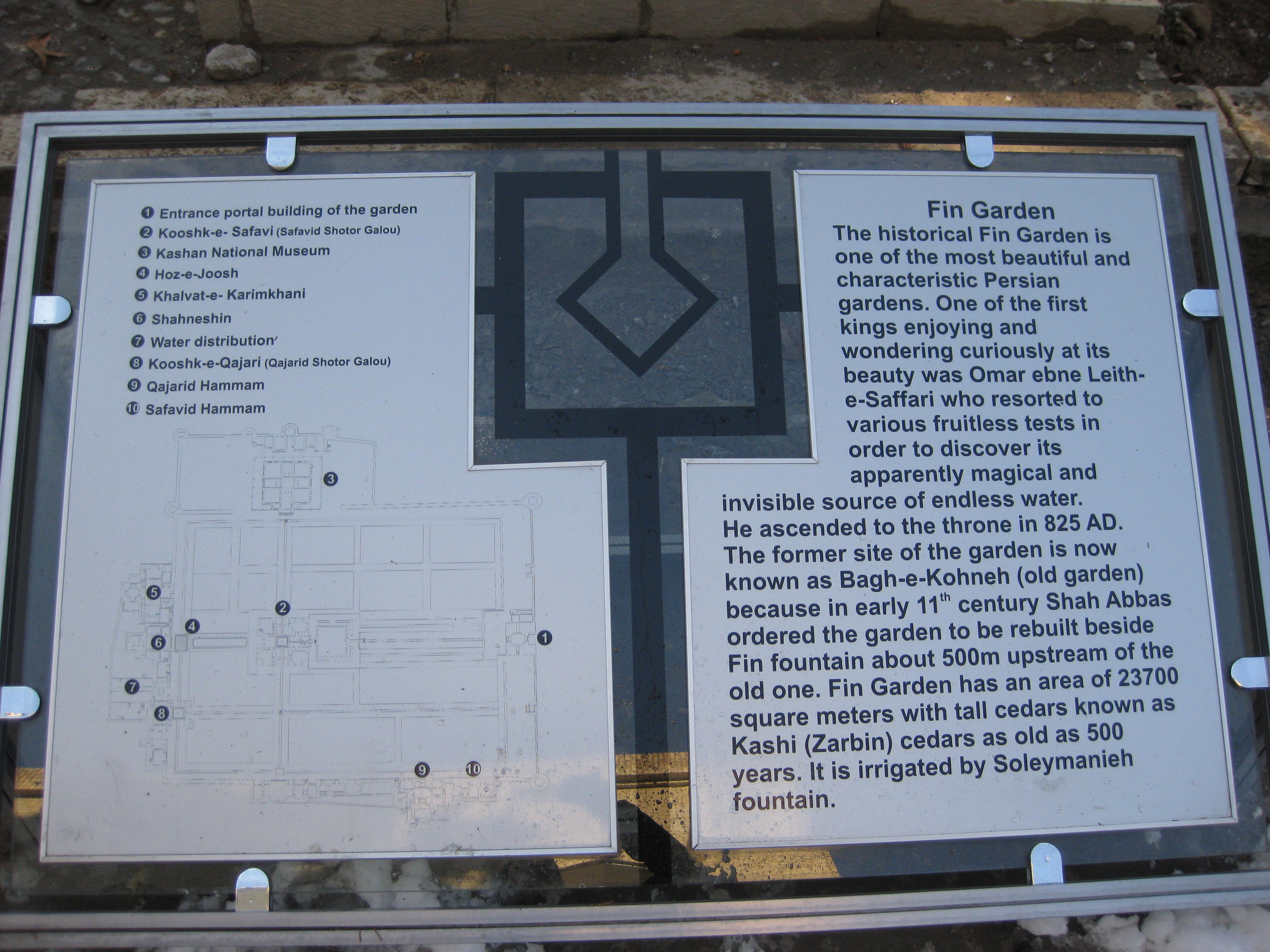
Надпись на английском языке
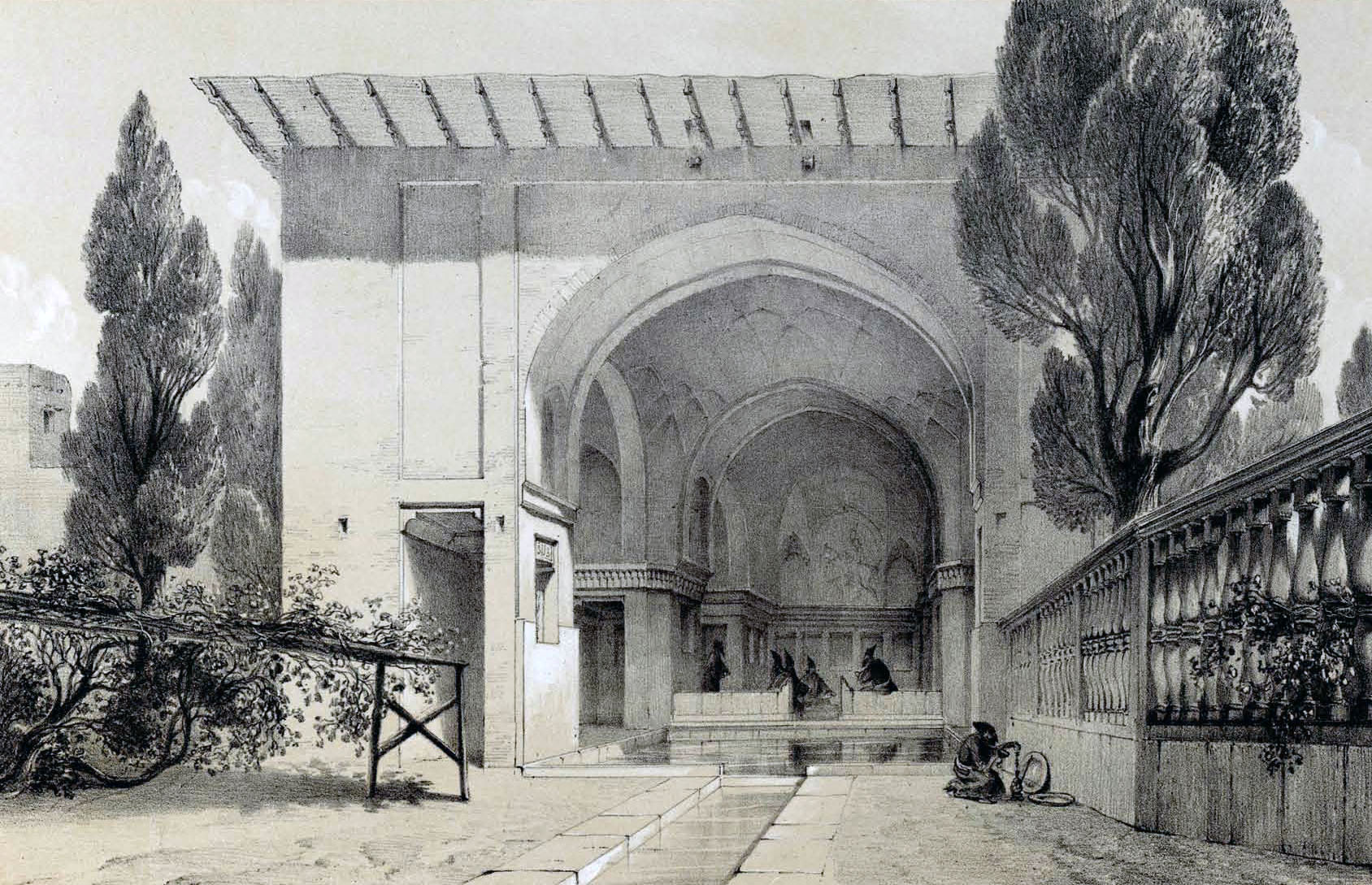
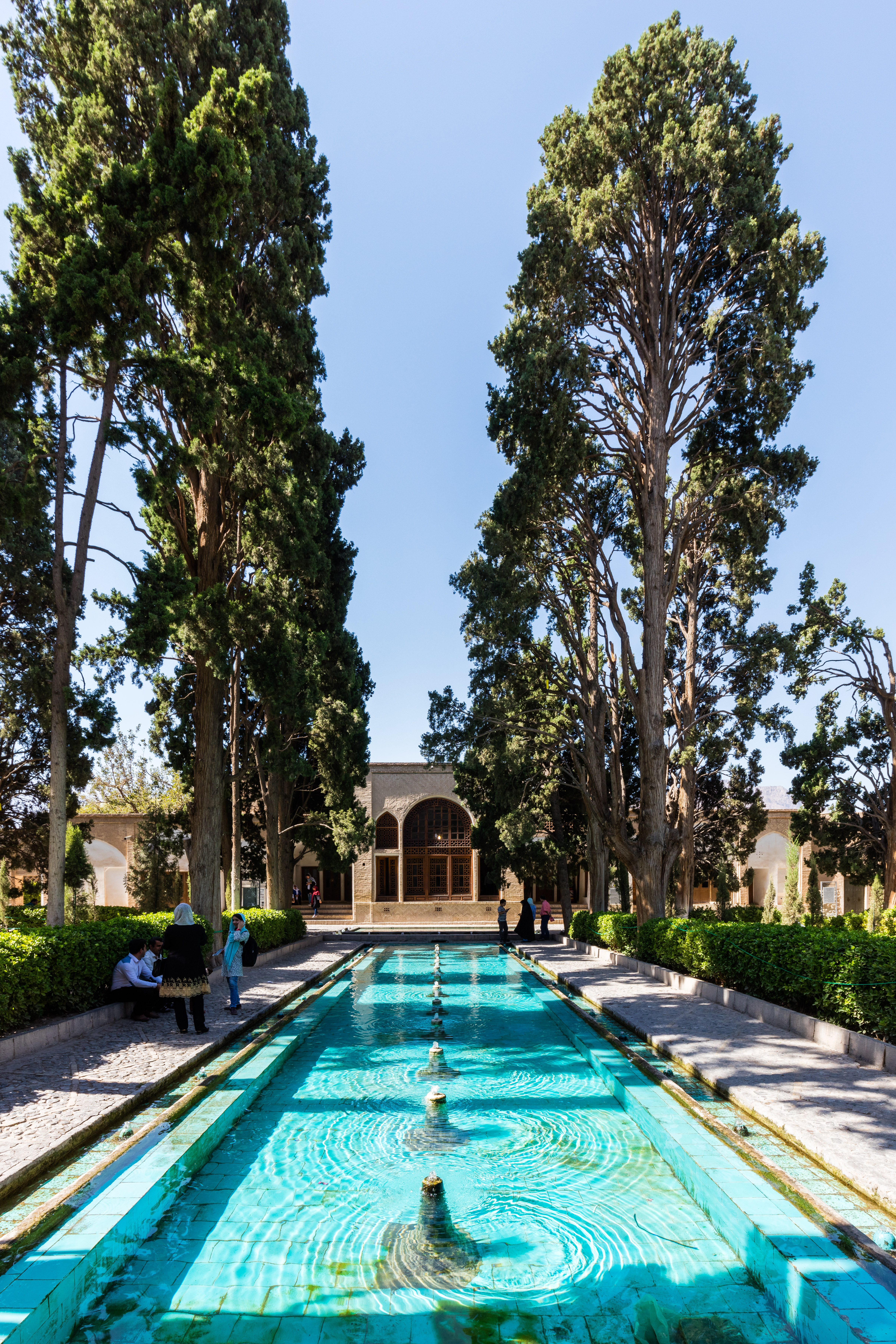